# Katedra św. Franciszka z Asyżu w Rodos
Katedra św. Franciszka z Asyżu w Rodos – rzymskokatolicka katedra archidiecezji rodoskiej znajdująca się w Rodos, na wyspie Rodos w Grecji. Mieści się przy ulicy Dimokratias (Republiki).
Katedra została zaprojektowana przez włoskiego architekta Stefano Pelliniego i ma bardzo dobrą akustykę. Jest zbudowana z białego marmuru. Ściany chóru przedstawiają trzy najważniejsze wydarzenia z życia św. Franciszka z Asyżu. Miejscowy rzemieślnik stworzył żelazny posąg św. Franciszka z Asyżu z prawej strony kościoła, gdzie do dziś stoi. Posąg jest otoczony przez krzaki jeżyn, drzewa palmowe i zwierzęta. Swój odpust kościół  świętuje 4 października we wspomnienie św. Franciszka z Asyżu.